# Anundshög

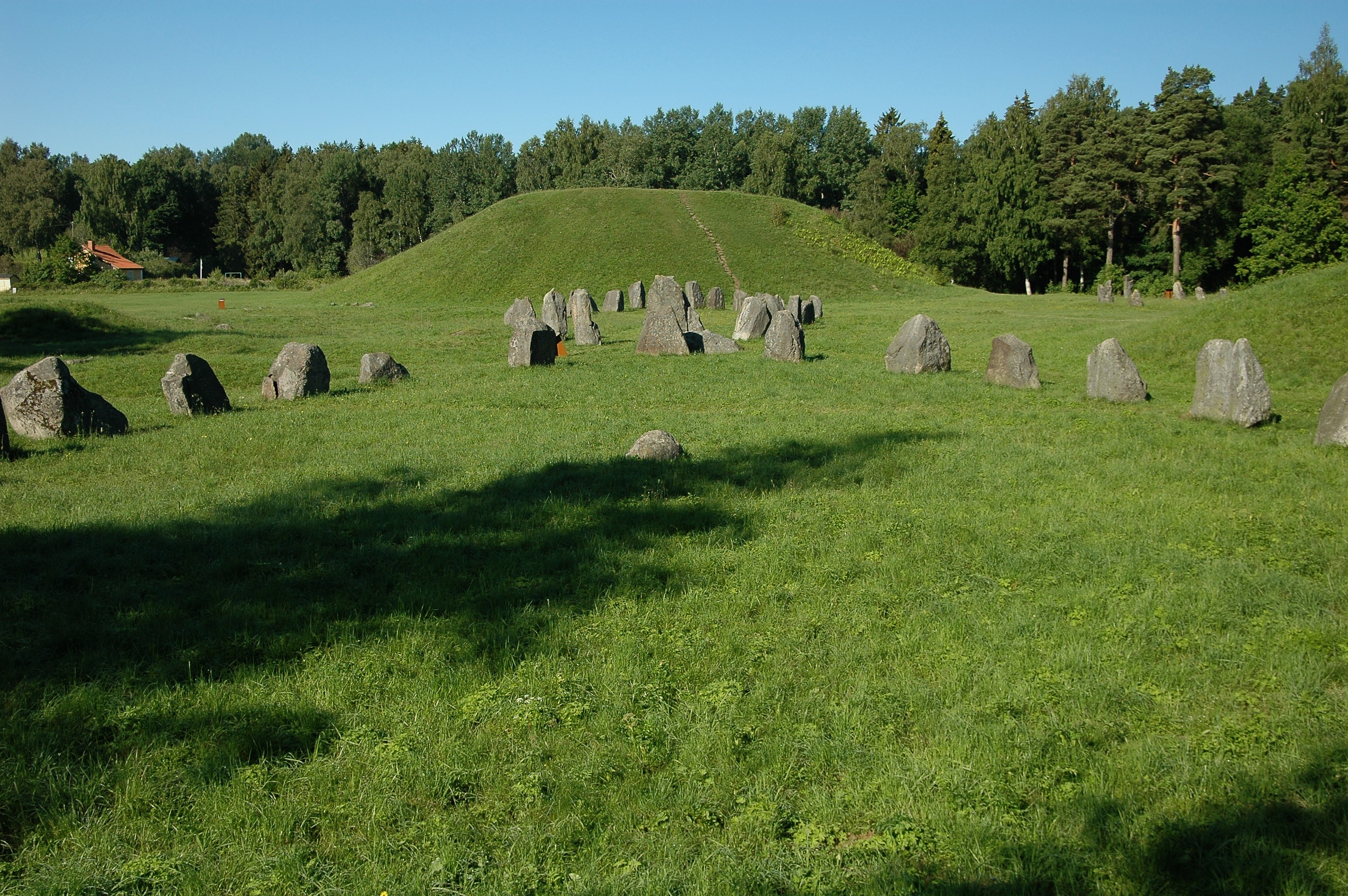
Anundshög se dvěma kamennými loděmi, 2006

Anundshög (také Anundshögen či Anunds hög) je mohyla nalézající se nedaleko Västeråsu v historické švédské provincii Västmanland. V průměru mohyla měří přes 60 m a vysoká je 9 m.  Vrchol mohyly je zploštělý a poškozený výkopem z roku 1788. Ohniště pod mohylou bylo datováno radiokarbonovou metodou do období mezi lety 210 až 540 n. l. Pohřebiště tak bylo používáno od dob stěhování národů do vikingské éry. Vedle hlavní mohyly se na lokalitě nachází dalších deset menších mohyl a další desítky nemohylových hrobů. Johan Peringskiöld (1654–1720) spojuje mohylu s legendou o králi Anundovi, což je však pouhá spekulace. Předpokládá se, že pojmenování lokality je odvozeno od velkého runového kamene z 11. století, na kterém je jméno Anund zmíněno. Nápis na runovém kameni zní:
```
+ fulkuiþr + raisti + stainn + þasi + ala + at + sun + + sin + hiþin + bruþur + anuta
R
 + uraiþr hik + runa
R
```

Nápis lze přeložit jako Folkvid postavil všechny tyto kameny na památku svého syna Hedena, bratra Anunda. Vred zasáhl runy.
Na úpatí mohyly jsou dvě velké kamenné lodě. Jedna měří 51 m a druhá 54 m. Každá z nich se skládá přibližně z dvou desítek nepravidelných kamenů, z nichž jsou některé větší než člověk. Přidružený hrob leží pod relativně malým kamenem uprostřed lodí. Poměr délky a šířky kamenných lodí odpovídá rozměrům skutečných vikingských lodí. Kromě nich se na lokalitě nachází ještě tři menší poškozené kamenné lodi.
Podél mohyly se nalézá řada čtrnácti menhirů s runovým kamenem uprostřed řady. Jedná se o pozůstatek tzv. Runového kamenného mostu datovaného do vikingského období. Lokalita až do 13. století sloužila jako místo pro thing.

## Fotogalerie

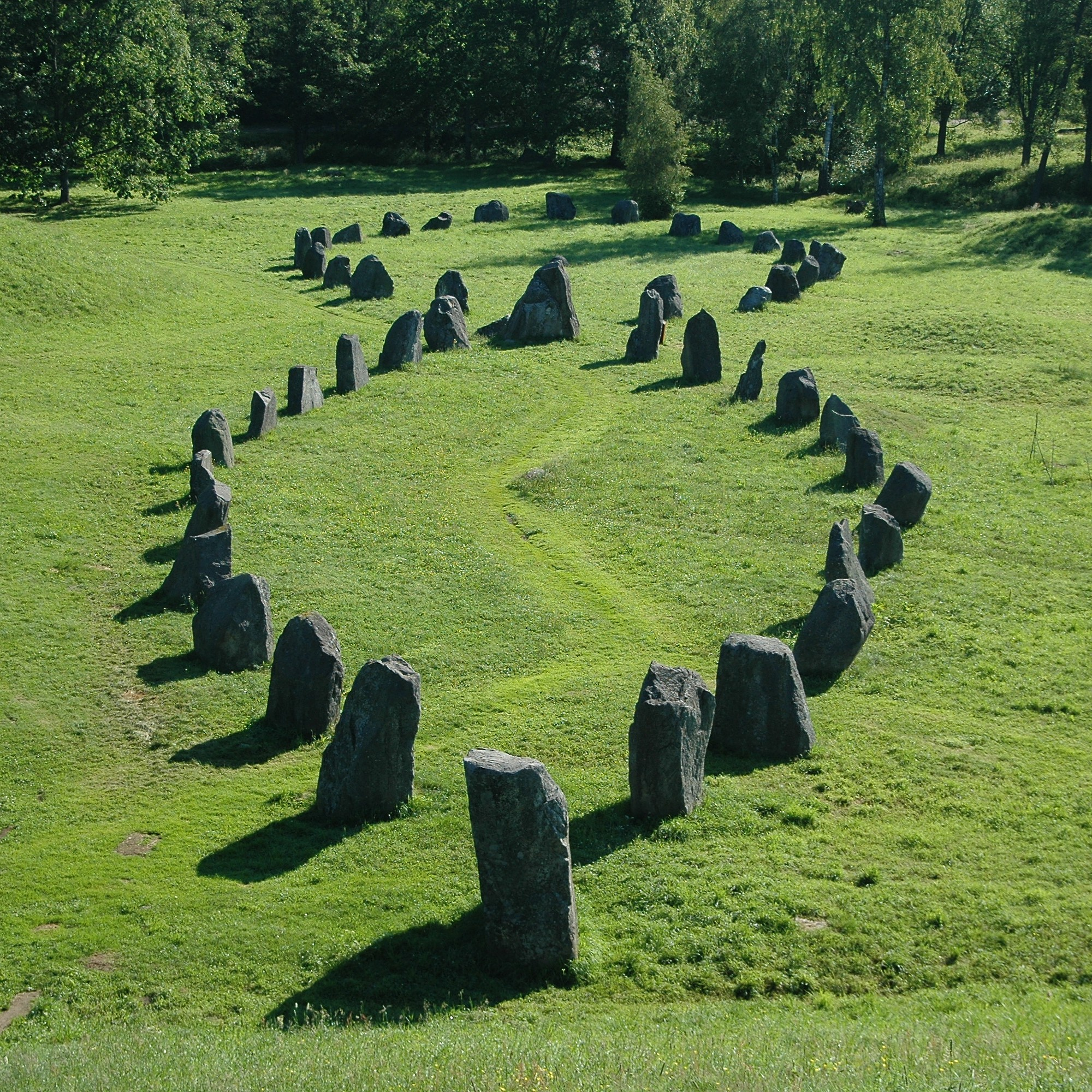
Kamenné lodě
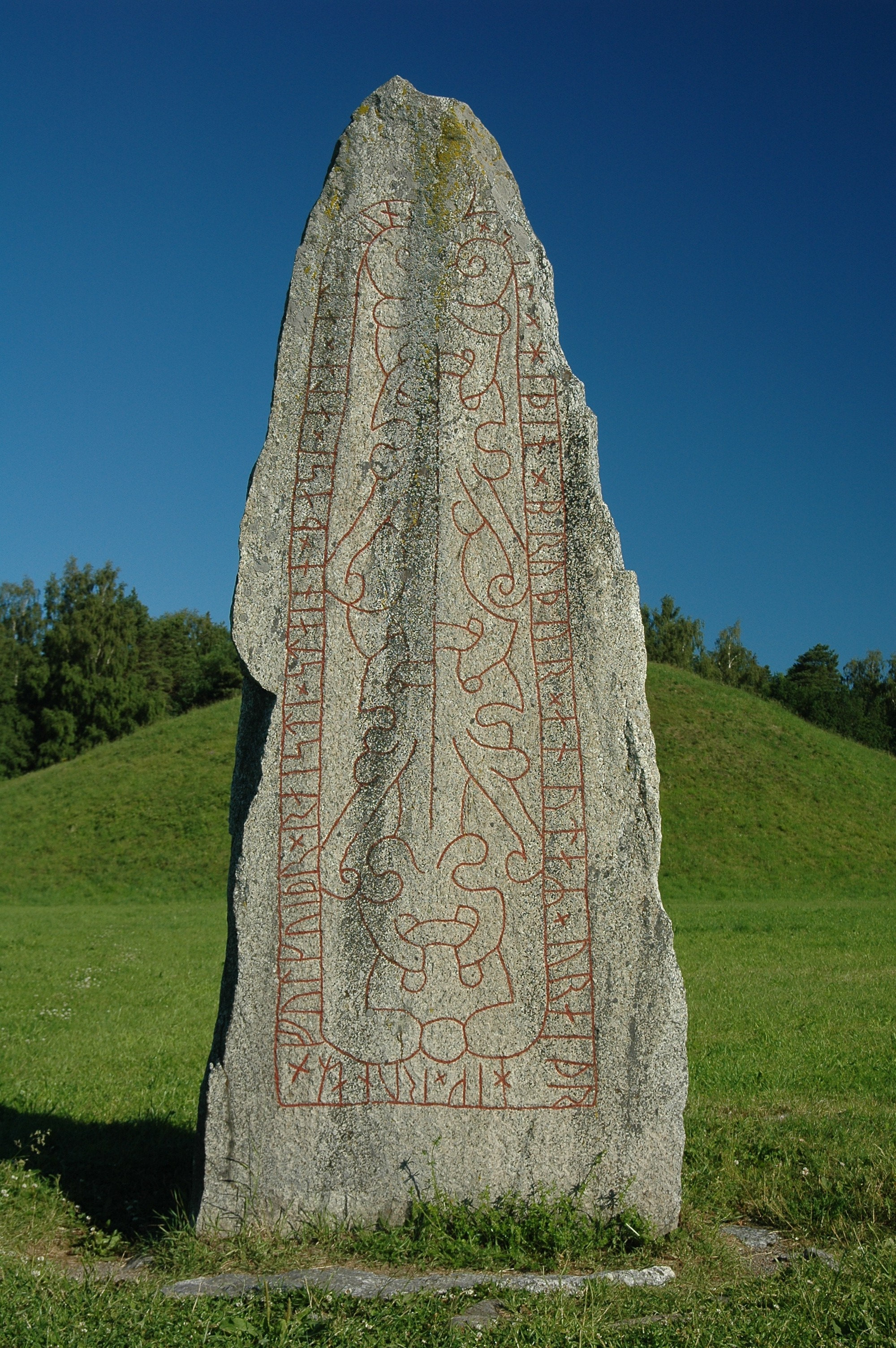
Runový kámen